# Ribs
Ribs é uma canção da cantora neozelandesa Lorde, lançada para seu primeiro álbum de estúdio Pure Heroine  (2013). A canção foi lançada como um single promocional em 30 de setembro de 2013 pelo selo Universal Music Group (UMG). Escrita por Lorde (creditado com seu verdadeiro nome Ella Yelich-O'Connor) e Joel Little e tambem produzido por Little, com produção adicional de Lorde, "Ribs" é uma canção electropop, na qual a cantora fala sobre estresse que é ficar mais velha.
"Ribs" foi recebido com críticas positivas dos críticos de música, que elogiaram seu conteúdo lírico. A faixa apareceu nas paradas musicais da Austrália, Nova Zelândia, Reino Unido e Estados Unidos. Lorde cantou a música em várias ocasiões, inclusive no talk-show Late Show with David Letterman e em sua turnê de estréia em 2014.

## Produção e lançamento
A canção foi composta pela propria Lorde, com o auxilio de Joel Little, Little também fez o trabalho de produção e mixagem da musica. Foi gravado no Golden Age Studios de Little em Auckland. Em 30 de setembro de 2013 a canção foi disponibilizada como um single promocional para Descarga digital gratuita no  iTunes Store.

## Composição
Lorde afirmou que a música foi inspirada pelo envelhecimento, que ela descreveu como "um grande estresse" para a vida dela, e "esta grande festa que eu tinha quando meus pais foram embora". "Ribs" foi escrito em janeiro 2013 Auckland Laneway Festival.
"Ribs" é uma música eletrônica com influências deep house e com levada electropop.
De acordo com a partitura publicada no Musicnotes.com por EMI Music , que é fixado em um ritmo moderado de 124 batidas por minuto. Escrito no tom de A ♭ maior, segue-se a progressão de acordes A ♭ -E ♭ -Fm7-Cm

## Performances ao vivo
Lorde apresentou a canção ao vivo pela primeira no Greenwich Village no clube Le Poisson Rouge. Lorde cantou a música em 7 de setembro de 2013 na Vector Arena em Auckland, durante um concerto gratuito para 5000 espectadores. em 24 de setembro de 2013, ela apresentou a faixa no The Fonda Theatre em Los Angeles, Califórnia. em 3 de outubro de 2013, Lorde realizou um concerto em Warsaw Venu no Brooklyn e cantou a música, entre outras faixas do álbum. em 26 de novembro de 2013, Lorde cantou a música no Late Show with David Letterman, apoiado por um baterista e um tecladista. produtora canadense Ryan Hemsworth fez um remix da faixa intitulada de "Let's Have a Sleepover Version".

## Recpção
Mike Wass do site Idolator elogiou a "vulnerabilidade" da canção chamou-a de uma "oferta obtusa". Lindsay Zoladz da Pitchfork opinou que "Ribs" é a melhor canção escrita por Lorde até então, especialmente liricamente.
"Ribs" atingiu a posição 36 e 92 nas paradas musicais australianas e britânicas respectivamente, e também alcançou o número 29 na parada de singles da Nova Zelândia. O single também alcançou a posição 26 Billboard Hot Rock Songs dos Estados Unidos.

## Lista de Faixas
| Descarga digital no iTunes Store |        |                                   |                         |         |  |
| N.º                              | Título | Compositor(es)                    | Produtor(es)            | Duração |  |
| 1.                               | "Ribs" | Ella Yelich-O'Connor, Joel Little | Little, Yelich-O'Connor | 4:18    |  |

## Desempenho nas paradas
| Paradas (2013–2014)                                     | Melhor posição |
| ------------------------------------------------------- | -------------- |
| Austrália (ARIA Streaming Tracks)                       | 36             |
| Estados Unidos (Billboard Hot Rock & Alternative Songs) | 26             |
| Nova Zelândia (Recorded Music NZ)                       | 29             |
| Reino Unido (Official Streaming Chart)                  | 92             |